# Miasto Solin
Miasto Solin (chorw. Grad Solin) – jednostka administracyjna w Chorwacji, w żupanii splicko-dalmatyńskiej. W 2011 roku liczyła 23 926 mieszkańców.